# Tischtennisweltmeisterschaft 1955
Die 22. Tischtennisweltmeisterschaft fand vom 15. bis 24. April 1955 in Utrecht (Niederlande) statt. Spielstätte war die Bernhard-Hall auf dem Messegelände.

## Spielmodus
Die 32 Herrenteams wurden in vier Gruppen mit je acht Mannschaften gelost. Die 22 Damenteams wurden auf zwei Siebener- und eine Achtergruppe aufgeteilt. In allen Gruppen spielte Jeder gegen Jeden. Nur der Gruppenerste kam in die Endrunde.

## Abschneiden der Deutschen
Die gesamtdeutschen Mannschaften setzten sich zusammen bei den Herren aus Conny Freundorfer (München), Leopold Holusek (Milbertshofen), Josef Seiz (Altenkunstadt), Günter Matthias (Ost-Berlin) und Heinz Schneider (Mühlhausen in Thüringen) sowie bei den Damen aus Hilde Kraska (Bottrop), Hannelore Schlaf (Frankfurt am Main) und Hannelore Hanft (Erfurt).

### Mannschaftswettbewerb Herren
Die deutsche Mannschaft trat in Gruppe IV an. Sie siegte gegen das Saarland, Libanon, Wales und die Schweiz jeweils mit 5:0 sowie gegen Spanien mit 5:1. Dazu kamen zwei Niederlagen gegen Rumänien und gegen England mit jeweils 3:5. Die deutsche Mannschaft wurde somit in der Gruppenphase Dritter und erreichte insgesamt Platz 9. Als Folge wurde Deutschland vom Weltverband ITTF von Leistungskategorie II in Kategorie I hochgestuft.
Die Mannschaft des Saarlandes spielte ebenfalls in Gruppe IV. Sie gewann nur gegen den Libanon mit 5:4 und belegte den vorletzten Platz.

### Mannschaftswettbewerb Damen
Die deutsche Damenmannschaft setzte sich in Gruppe III gegen die Schweiz mit 3:2 und gegen Italien mit 3:1 durch. Die restlichen Spiele gingen verloren: England (0:3), USA (0:3), Wales (2:3), Österreich (1:3) und Schweden (1:3). Dies reichte in der Gruppenphase nur für den sechsten Platz und insgesamt für den Platz 16. Wegen dieser Platzierung stufte die ITTF die deutsche Damenmannschaft in Kategorie II zurück.
Das Saarland spielte in Gruppe II. Wie die Herren erreichten die Damen lediglich den vorletzten Platz. Dem Sieg über Irland mit 3:2 standen Niederlagen gegen Japan, Frankreich, CSR und die Niederlande (jeweils 0:3) sowie eine Niederlage gegen Ägypten (1:3) gegenüber.

### Herreneinzel
Der Ostdeutsche Oskar Frank scheiterte in der Qualifikationsrunde trotz der Siege über H. Westerink (Niederlande) und Walter Spruyt (Belgien) wegen der Niederlage gegen Christian Awart (Österreich). Auch Lothar Pleuse überstand nicht die Qualifikationsrunde. Er besiegte Peters (Niederlande) und Louis Van Gelder (Belgien), nicht aber Wout Heemskerk (Niederlande). Danach trat er in der Trostrunde an, wo er nach Siegen über Georges Roland (Belgien), Guy Delabarre (Belgien) und Stig Nasström (Schweden) gegen Bo Malmquist (Schweden) ausschied. Horst Jung (Bonn) verlor in der Eingangsrunde gegen Curt Osterholm (Schweden). Hans Rockmeier setzte sich gegen Lennart Johannsson (Schweden) durch, nicht aber gegen den Australier Arden Robinson.
Josef Seiz überzeugte trotz seiner Niederlage gegen den starken Mai Van Hoa (Südvietnam). In der Trostrunde gewann er gegen J. Tarrago (Spanien), Roger Cardos (Belgien) und Mogens Nicolajsen (Dänemark) und unterlag dann dem Schweden Bo Malmquist. Kurt Seifert kam gegen Khadiga Abou Heif Rifaat (Ägypten) eine Runde weiter, wo er gegen Bryan Merrett (England) ausschied. Zwei Runden überstand Günter Matthias gegen André Steckler (Schweiz) und Willie Van Zoelen (Niederlande), ehe er gegen Toma Reiter (Rumänien) verlor.
Leopold Holusek kam bis in die vierte Runde, indem er Moustapha Nasr (Ägypten), Mikhail Karaneshev (Bulgarien) und Laszlo Varkony (Ungarn) bezwang. Dann war jedoch der spätere Weltmeister Toshiaki Tanaka zu stark. Genauso weit brachte es Heinz Schneider, der gegen Aubrey Simons (England) und Karl Wegrath (Österreich) gewann und in Runde zwei kampflos weiterkam. In der vierten Runde unterlag er dem Rumänen Matei Gantner. Der Hoffnungsträger Conny Freundorfer enttäuschte, als er nach den Siegen gegen Fawzi El-Abrashi (Ägypten) gegen den Franzosen Stephen Cafiero verlor.
Willi Trautmann (Saarland) verlor in der ersten Runde gegen Stephen Cafiero (Frankreich).

### Dameneinzel
Renate Kohn schied bereits in der Qualifikationsrunde gegen Elsie Carrington (England) aus. Uschi Fiedler überstand die Qualifikation durch Siege über Claudine Collingnon (Belgien), Maria Janssens (Belgien) und Margo van Wijk (Niederlande). Dann unterlag sie in der ersten Runde der Ägypterin Fawika El-Shayati. Ebenfalls Endstation war in Runde eins für Hannelore Schlaf gegen Margaret Fry (England) und Annegret Thöle gegen Hana Vyhnanovska (CSR).
Die zweite Runde erreichten zwei deutsche Spielerinnen. Hannelore Hanft setzte sich gegen Gisele Jeannotin (Frankreich) durch. Danach verlor sie gegen die Niederländerin Nel Groot. Hilde Kraska gewann gegen Margita Covic (Jugoslawien) und unterlag Fujie Eguchi (Japan).

### Herrendoppel
Am weitesten kam das Doppel Freundorfer/Rockmeier. Nach Siegen über Jean-Louis Mathieu/Maurice Genton (Frankreich), ein spanisches Doppel und Bernhard Bukiet/Erwin Klein (USA) hatten sie das Viertelfinale erreicht. Hier verloren sie mit 0:3 gegen die späteren Weltmeister Ivan Andreadis/Ladislav Štípek (CSR).
Zwei Runden weiter kamen Seifert/Jung, indem sie Harry Hirschkowitz/Robert Gusikoff (USA) und ein Doppel aus Vietnam ausschalteten. Die späteren Gewinner der Bronzemedaille Ichiro Ogimura/Yoshio Tomita (Japan) waren zu stark. Holusek/Seiz gewannen gegen Fernando Olazzari de Castro/Alberto Kurdoglian (Brasilien) und verloren dann gegen Alex Ehrlich/Raoul Bedoc (Frankreich) mit 2:3. Das ostdeutsche Doppel Matthias/Pleuse bezwangen Roger Cardos/Jean Ventat (Belgien) und scheiterten dann an Fawzi El-Abrashy/Mohammed El-Ashmawy (Ägypten). Auch Schneider/Frank erreichten die zweite Runde gegen K. Gustafsson/Tony Larsson (Schweden), wo sie gegen Dick Miles/John Somael (USA) verloren.
Das Saarländer Doppel Willi Trautmann/Werner Weiß kam gegen Henny Grijzenhout/Pit Weel (Niederlande) eine Runde weiter und verloren dann gegen die späteren Weltmeister Ivan Andreadis/Ladislav Štípek (CSR).

### Damendoppel
Am erfolgreichsten waren Schlaf/Fiedler, die unter die letzten 16 kamen. Sie warfen Leah Neuberger/Pauline Robinson (USA) und Mina Ulrich/Gisele Jeannotin (Schweiz/Frankreich) aus dem Rennen und verloren danach gegen Ermelinde Wertl/Ann Haydon (Österreich/England).
Direkt in der ersten Runde schieden Kraska/Thöle (gegen Diane Rowe/Rosalind Rowe, England) und Hanft/Kohn (gegen Fujie Eguchi/Kiiko Watanabe, Japan) aus.

### Mixed
Alle drei deutschen Paare, die zunächst in der Qualifikationsrunde antreten mussten, konnten sich hier behaupten:
- Seiz/Thöle gewannen in der Qualifikationsrunde gegen Galal El-Refaaie/Fahmy (Ägypten) und J. Giltenan/Mary Wilson (Irland), besiegten danach in Runde eins Jan Scheffer/Annie Dinkelmann (Niederlande) und unterlagen in der Runde der letzten 64 den Österreichern Karl Wegrath/Friederike Lauber (Österreich).
- Bereits in Runde eins waren Holusek/Kraska gegen die Österreicher Karl Wegrath/Friederike Lauber ausgeschieden.
- Für Freundorfer/Schlaf war bereits in Runde eins das Doppel Ichiro Ogimura/Kiiko Watanabe (Japan) Endstation.
- Schneider/Hanft gewannen gegen Günter Hoffmann/Eva Graf (Saarland), unterlagen dann aber Toshiaki Tanaka/Shizuka Narahara (Japan)
- Pleuse/Kohn besiegten in der Qualifikationsrunde André Steckler/Margo Van Wijk (Schweiz/Niederlande) und Peter Pudney/Jean Mackay (England), schieden danach jedoch gegen Vilim Harangozo/Gertrude Pritzi (Japan/Österreich) aus.
- Rockmeier/Fiedler erreichten durch einen Sieg über Mohammed El-Ashmawy/Shiati (Ägypten), Sturani/Bregante (Italien) die nächste Runde, wo sie gegen René Roothooft/Christiane Watel (Frankreich) verloren.

Die Saarländer Willi Trautmann/Helga Naumann verloren gegen Helmut Jespersen/Gudrun Kahns (Dänemark).

## Wissenswertes
- Nochmals (und auch zum letzten Mal) trat das Saarland mit einer eigenen Mannschaft an. Sie wurde von Tibor Harangozo (Jugoslawien) betreut.
- Deutschland trat mit einer gesamtdeutschen Mannschaft an.
- Das Finale im Herren-Einzel zwischen Toshiaki Tanaka und Žarko Dolinar dauerte ca. 14 Minuten. Es war das bis dahin kürzeste Endspiel bei einer Tischtennis-WM.
- Im Doppel Ivan Andreadis/Ladislav Štípek gegen Ichiro Ogimura/Yoshio Tomita endete ein Satz erst bei 33:31.
- Der höchste Satzgewinn gelang dem Doppel Ichiro Ogimura/Yoshio Tomita gegen Stephen Cafiero/Jean-Claude Sala (Frankreich) mit 21:1.
- Mit 58 Minuten dauerte das Spiel Ermelinde Wertl gegen Éva Kóczián am längsten.
- Mit Angelica Adelstein-Rozeanu gewinnt zum letzten Mal (Stand 2020) eine Spielerin aus Europa die Goldmedaille im Einzel. Es ist bereits ihr 6. Einzeltitel.
- Der zweifache Weltmeister Bohumil Váňa verabschiedet sich von der internationalen Bühne.
- Vilim Harangozo, der Deutschland 1969 in München als Trainer zur Silbermedaille führen sollte, belegt zusammen mit Žarko Dolinar den zweiten Platz im Herrendoppel.
- Pakistan meldete die Aufstellung seiner Herrenmannschaft zu spät. Daher durfte diese nicht antreten.
- Die niederländische Post verwendet einen Sonderstempel und für Einschreibebriefe einen Sondereinschreibezettel.

## ITTF-Kongress
- Auf dem Kongress des Weltverbandes ITTF beantragte Belgien, den Schwammbelag des Tischtennisschlägers zu verbieten. Der Antrag wurde mit 37:21 Stimmen abgelehnt.
- Es wurde diskutiert, ob die Mittellinie des Tisches wegfallen soll und bei Doppeln die Aufschläge auf eine beliebige Seite geschlagen werden dürfen.[1]
- Die Weltmeisterschaft 1956 wurde nach Tokio vergeben.
- Der DTTB-Präsident Karl-Heinz Eckardt wurde in den ITTF-Materialausschuss, in das Komitee für Geschäftsordnung und in die technische Kommission für Weltmeisterschaften gewählt.

## Ergebnisse
Folgende Deutsche nahmen nur an den Individualwettbewerben teil:
- Herren: Horst Jung (Bonn), Hans Rockmeier (München), Kurt Seifert (Wiesbaden), Oskar Frank (Oberschöneweide, DDR), Lothar Pleuse (Ost-Berlin), Hans Schommer (Saarland)
- Damen: Uschi Fiedler (BRD), Annegret Thöle (Hamburg), Renate Kohn (Ost-Berlin)

| Wettbewerb        | Rang | Sieger                                                                                         |
| ----------------- | ---- | ---------------------------------------------------------------------------------------------- |
| Mannschaft Herren | 1.   | Japan (Toshiaki Tanaka, Yoshio Tomita, Kichii Tamasu, Ichiro Ogimura)                          |
| Mannschaft Herren | 2.   | CSR (Ladislav Štípek, Václav Tereba, Ivan Andreadis, Bohumil Váňa, Ludvík Vyhnanovský)         |
| Mannschaft Herren | 3.   | England (Brian Kennedy, Alan Rhodes, Johnny Leach, Richard Bergmann, Bryan Merrett)            |
| Mannschaft Herren | 3.   | Ungarn (Laszlo Földy, Kálmán Szepesi, József Kóczián, József Somogyi, Ferenc Sidó)             |
| Mannschaft Herren | 9.   | Deutschland (Conny Freundorfer, Leopold Holusek, Günter Matthias, Heinz Schneider, Josef Seiz) |
| Mannschaft Herren | 13.  | Österreich (Christian Awart, Heinrich Bednar, Emil Binder, Heribert Just, Karl Wegrath)        |
| Mannschaft Herren | 13.  | Schweiz (Marcel Meyer de Stadelhofen, Edy Rosner, André Steckler, Hugo Urchetti)               |
| Mannschaft Herren | 25.  | Saarland (Günter Hoffmann, Willi Trautmann, Werner Weiß; Hans Krämer (non-playing-captain))    |
| Mannschaft Damen  | 1.   | Rumänien (Angelica Adelstein-Rozeanu, Sari Szasz-Kolosvary, Ella Zeller-Constantinescu)        |
| Mannschaft Damen  | 2.   | Japan (Fujie Eguchi, Shizuka Narahara, Kiiko Watanabe, Yoshiko Tanaka)                         |
| Mannschaft Damen  | 3.   | England (Jean Winn, Rosalind Rowe, Ann Haydon, Diane Rowe)                                     |
| Mannschaft Damen  | 4.   | Österreich (Gertrude Pritzi, Ermelinde Wertl, Friederike Lauber)                               |
| Mannschaft Damen  | 16.  | Deutschland (Hannelore Hanft, Hilde Kraska, Hannelore Schlaf)                                  |
| Mannschaft Damen  | 16.  | Saarland (Eva Graf, Helga Herresthal, Helga Naumann)                                           |
| Mannschaft Damen  | 19.  | Schweiz (Monique Jaquet, Rosine Maunoir, Mina Ulrich)                                          |
| Herren Einzel     | 1.   | Toshiaki Tanaka – JPN                                                                          |
| Herren Einzel     | 2.   | Žarko Dolinar – YUG                                                                            |
| Herren Einzel     | 3.   | Ferenc Sidó – HUN                                                                              |
| Herren Einzel     | 3.   | Stephen Cafiero – FRA                                                                          |
| Damen Einzel      | 1.   | Angelica Adelstein-Rozeanu – ROM                                                               |
| Damen Einzel      | 2.   | Ermelinde Wertl – AUT                                                                          |
| Damen Einzel      | 3.   | Éva Kóczián – HUN                                                                              |
| Damen Einzel      | 3.   | Kiiko Watanabe – JPN                                                                           |
| Herren Doppel     | 1.   | Ivan Andreadis/Ladislav Štípek – TCH                                                           |
| Herren Doppel     | 2.   | Vilim Harangozo/Žarko Dolinar – YUG                                                            |
| Herren Doppel     | 3.   | Ichiro Ogimura/Yoshio Tomita – JPN                                                             |
| Herren Doppel     | 3.   | József Kóczián/Ferenc Sidó – HUN                                                               |
| Damen Doppel      | 1.   | Angelica Adelstein-Rozeanu/Ella Zeller-Constantinescu – ROM                                    |
| Damen Doppel      | 2.   | Diane Rowe/Rosalind Rowe – ENG                                                                 |
| Damen Doppel      | 3.   | Fujie Eguchi/Kiiko Watanabe – JPN                                                              |
| Damen Doppel      | 3.   | Yoshiko Tanaka/Shizuka Narahara – JPN                                                          |
| Mixed             | 1.   | Kálmán Szepesi/Éva Kóczián – HUN                                                               |
| Mixed             | 2.   | Aubrey Simons – ENG/Helen Elliot – SCO                                                         |
| Mixed             | 3.   | Toshiaki Tanaka/Shizuka Narahara – JPN                                                         |
| Mixed             | 3.   | Ladislav Štípek/Eliška Krejčová – TCH                                                          |

## Medaillenspiegel
| Rang  | Land             | Gold | Silber | Bronze | Gesamt |
| ----- | ---------------- | ---- | ------ | ------ | ------ |
| 1     | Rumänien         | 3    | 0      | 0      | 3      |
| 2     | Japan            | 2    | 1      | 5      | 8      |
| 3     | Tschechoslowakei | 1    | 1      | 1      | 3      |
| 3     | Ungarn           | 1    | 0      | 4      | 5      |
| 5     | Jugoslawien      | 0    | 2      | 0      | 2      |
| 6     | England          | 0    | 1,5    | 2      | 3,5    |
| 7     | Österreich       | 0    | 1      | 0      | 1      |
| 8     | Schottland       | 0    | 0,5    | 0      | 0,5    |
| 9     | Frankreich       | 0    | 0      | 1      | 1      |
| Total | Total            | 7    | 7      | 13     | 27     |